# Budapest Eagles 2011
Questa voce raccoglie le informazioni riguardanti i Budapest Eagles nelle competizioni ufficiali della stagione 2011.

## Divízió II 2011

### Stagione regolare
| 26 marzo 2011 2ª giornata | Fehérvár Enthroners | 13 – 17 | Budapest Eagles |  |

| 17 aprile 2011 5ª giornata | Budapest Cowboys 2 | 34 – 20 | Budapest Eagles |  |

| 1º maggio 2011 7ª giornata | Haladás Crushers | 20 – 26 | Budapest Eagles |  |

| Budapest 7 maggio 2011 8ª giornata | Budapest Eagles | 7 – 42 | Budapest Hurricanes | Építők Sporthostel |

| 11 giugno 2011 13ª giornata | Budapest Eagles | 20 – 14 | Debrecen Gladiators |  |

### Playoff
| 19 giugno 2011 Wild Card | Budapest Cowboys 2 | 27 – 21 | Budapest Eagles |  |

## Statistiche di squadra
| Competizione      | %Vittorie | In casa | In casa | In casa | In casa | In casa | In casa | In trasferta | In trasferta | In trasferta | In trasferta | In trasferta | In trasferta | Totale | Totale | Totale | Totale | Totale | Totale |
| Competizione      | %Vittorie | G       | V       | N       | P       | Pf      | Ps      | G            | V            | N            | P            | Pf           | Ps           | G      | V      | N      | P      | Pf     | Ps     |
| ----------------- | --------- | ------- | ------- | ------- | ------- | ------- | ------- | ------------ | ------------ | ------------ | ------------ | ------------ | ------------ | ------ | ------ | ------ | ------ | ------ | ------ |
| Stagione regolare | .600      | 2       | 1       | 0       | 1       | 27      | 56      | 3            | 2            | 0            | 1            | 63           | 67           | 5      | 3      | 0      | 2      | 90     | 123    |
| Playoff           | .000      | 0       | 0       | 0       | 0       | 0       | 0       | 1            | 0            | 0            | 1            | 21           | 27           | 1      | 0      | 0      | 1      | 21     | 27     |
| Totale            | .500      | 2       | 1       | 0       | 1       | 59      | 142     | 4            | 2            | 0            | 2            | 84           | 94           | 6      | 3      | 0      | 3      | 111    | 150    |